# Isohypsibius coulsoni
Espèce
Isohypsibius coulsoni est une espèce de tardigrades de la famille des Isohypsibiidae.

## Distribution
Cette espèce est endémique des Spitzberg en Norvège. Elle a été découverte à Revdalen.

## Description
Isohypsibius coulsoni mesure de 163 à 338 µm.

## Étymologie
Cette espèce est nommée en l'honneur de Steve Coulson.

## Publication originale
- Kaczmarek, Zawierucha, Smykla & Michalczyk, 2012 : Tardigrada of the Revdalen (Spitsbergen) with the descriptions of two new species: Bryodelphax parvuspolaris (Heterotardigrada) and Isohypsibius coulsoni (Eutardigrada). Polar Biology, vol. 35, no 7, p. 1013-1026 (« texte intégral »(Archive.org • Wikiwix • Archive.is • Google • Que faire ?)).